# Homoplectra oaklandensis
Homoplectra oaklandensis är en nattsländeart som först beskrevs av Yong Ling 1938.  Homoplectra oaklandensis ingår i släktet Homoplectra och familjen ryssjenattsländor. Inga underarter finns listade i Catalogue of Life.